# ナスD大冒険TV
『ナスD大冒険TV』（ナスディー だいぼうけんティーヴィー）は、テレビ朝日系列およびABEMAで2020年4月9日から2025年2月9日まで放送されていたバラエティ番組・紀行番組である。本項では2018年6月18日に設立されたYouTubeチャンネル「ナスDの大冒険YouTube版」についても述べる。

## 概要
前身となる「陸海空 地球征服するなんて」の企画「部族アース」にて現地の川魚を生で食す、川の水をそのまま飲む、高アルコールの酒を飲み干すなどの破天荒な行動や、絶対に取れないと言われているウィトという果物の汁（現地では刺青の塗料として用いられる）を「美容に良い」と言われ全身に塗ったところ、顔を含め体が真っ黒になることで話題になった、テレビ朝日総合編成局第2制作部所属のエグゼクティブディレクター友寄隆英（通称：ナスD）の冠番組として2020年4月9日に開始。尚、開始後しばらくは「ナスDの大冒険TV」と表記されていた。
地上波（テレビ朝日系列）においては、第一話 -　第二十四話（2020年10月24日）まで、『天空のヒマラヤ部族 決死の密着取材150日間』の未公開シーンを放送した。2020年10月より、「バラバラ大作戦」開始に伴い、放送時間を現在放送されている土曜0:50 - 1:20（金曜深夜）に移動。放送時間移動後は月1回「ネオバズ」放送のため休止する。2020年10月24日放送の第24話よりバイきんぐが出演し、ワイプでのリアクションやトークが行われるようになったほか、「陸海空 地球征服するなんて」のディレクターズカット版、芸能人が無人島生活を体験する企画など放送されていた。
ABEMAでは、「ABEMAビデオ」にて地上波配信1週間前に先行配信を実施しており、地上波で放送していない地域でも視聴できるようになっていたほか、「ABEMA」限定の配信も実施されていた。

## ナスDの不祥事発覚と突然の番組終了
本番組は2025年2月9日放送分以降、放送が途絶え、同月16日以降の同枠には「帰れマンデー見っけ隊!!傑作選」が編成された。
放送が中断してから約1ヶ月後の同年3月19日、テレビ朝日は当番組のエグゼクティブディレクターが2019年から2025年1月にかけて総額約517万円に及ぶ不正な経理処理、複数のスタッフに対してのパワーハラスメントを行っていたことを確認したことから、懲戒処分上の降格処分を下したことを発表した。それに伴い、本番組は放送中断前最後の放送である同年2月9日分で打ち切りとなり、本番組のホームページや公式SNS、YouTubeチャンネルが全て削除された。本番組の終了に伴い、『陸海空』から約8年間にわたって続いたシリーズも完全終了となった。

## コーナー
- 学校名を叫ぼう　- 第38話(2021年3月13日) -
  - 番組冒頭のタイトルコールおよびエンディングにて実施。ホームページで学生を対象に公募し、採用された学校名および、部活動・サークル名を叫ぶ[5]。

## 放映された映像

### 地上波放送・ABEMA先行放送
- 天空のヒマラヤ部族 決死の密着取材150日間　ディレクターズカット版　-第1話(2020年4月9日)- 第22話(10月10日）、第24話（10月24日）
  - 「天空のヒマラヤ部族 決死の密着取材150日間」（2020年3月8日）を未公開シーンも含め再放送。

- 無人島の花火大会-第23話（2020年10月17日）
  - コロナ禍で花火を見られなかった視聴者へ送る特別編（新録）。　鍵屋の協力のもと無人島での花火の打ち上げに挑戦[6]。地上波での先行放送ののち、2020年10月31日より「YouTube版」で配信開始。

- ナスDの無人島0円生活 -第25話（2020年11月7日)- 第49話(2021年6月19日）
  - 「よゐこの無人島0円生活」（2018年12月31日）および、YouTube版「MANvsサメ」のディレクターズカット版。

- 無人島サバイバル完全攻略マニュアル -特別編第1回（2020年6月14日）・第50話(2021年7月3日) - 第70話(2022年1月22日)
  - 2020年6月14日の特番で放送後、友寄による無人島サバイバルを実践する上でのアドバイスや、無人島の生体環境に関する社会問題の解説を加えたディレクターズカット版。

- ナスDフィッシャーズ無人島観察日記 -特別編第2回（2021年12月29日）・　第71話(2022年2月5日） -第77話（3月26日）
- 井上咲楽　通販サイト最低価格の品だけで無人島2泊3日0円生活 -特別編第2回（2021年12月29日）・第78話(2022年4月9日) - 第83話(5月14日）
- バイきんぐ西村 無人島0円生活 激闘編 -特別編第2回（2021年12月29日）・第84話（2022年5月21日）
- ナスD 1人ぼっちの無人島0円生活 -特別編第2回（2021年12月29日）・第85話(2022年6月4日） -第93話（10月1日）
  - 以上の4企画は「ナスD大冒険TV 年末4時間半SP」でゴールデンタイムに放映後、本放送にて9ヶ月間にわたるディレクターズカット版を放送。

- 天空のヒマラヤ部族 決死の密着取材150日間　超完全版 -第94話(2022年10月8日） -第109話(2023年3月18日）
  - 「天空のヒマラヤ部族 決死の密着取材150日間」の再放送（本番組内では2周目・特番を含め3周目）に、ロケ中で食べた料理を自宅で再現する「ナスDの食卓」を新録し放送。
  - 第101話（2022年12月17日） - 第103話(2023年1月21日)では「蘇る冒険家のお話」として大谷が担当したドキュメンタリー「北極圏ひとりぼっちで3000キロ 植村直己の大冒険」（1974年2月17日放送）、「偉大なる冒険家・植村直己に捧げる：1984年2月20日 マッキンリー快晴無風、さようならナオミ」（1984年7月2日放送）の再放送および、同様に大谷が密着した星野道夫の映像を放映。

- 井上咲楽が挑戦 マラソン×絶景 大自然を駆けるトレイルラン 第109話(2023年3月18日） -第110話（3月25日）・第113話(4月22日） - 第114話（5月6日）
  - 「天空のヒマラヤ部族 決死の密着取材150日間」ロケ前のトレーニングとして友寄が実施したトレイルランニングをトレイルランナー・宮崎喜美乃の指導のもと井上が体験。

- 4月9日よる9時から放送「地球最後の秘境マダガスカル！神秘の珍獣奇獣求め島一周6千キロの旅」の放送直前！大迫力の見どころを先行公開編-第111話（2023年4月8日）
- 地球最後の秘境マダガスカル 印象に残ったシーンBEST7 -第112話（2023年4月15日）

- 天空のヒマラヤ部族 春~夏 そして2回目の冬絶景編　超完全版-第115話（2023年5月13日） - 127話(2023年9月16日）・10月8日放送分 - 12月10日放送分
  - 「天空のヒマラヤ部族 決死の密着取材150日間 天空に佇む12の村」（2020年12月29日）のディレクターズカット版。

- 第1回 小峠リアクション タカデミー賞- 第118話（2023年9月23日） ・ 119話(10月1日）・

- 登山家の料理人 カンツァさんのお料理手帖 - 2023年12月17日放送分 - 2024年2月25日放送分

- MANvsサメ2024最新版 - 2024年3月3日放送分 - 3月31日放送分

- 1週間無人島0円生活リレー  -2024年4月28日放送分 -2025年2月9日 
  - 2024年3月20日に新潟ローカルで放映後、本放送にてディレクターズカットを放送していたが、途中打ち切り。

### ABEMA限定版
- 南米アマゾン部族4時間30分SP -2020年5月21日 （20日深夜） 2:21 - 6:51
  - 「陸海空 こんな時間に地球征服するなんて」の企画「部族アース」を4時間30分にまとめた特別版[7]。

- バイきんぐ西村 無人島0円生活体験 withナスD　-2021年2月5日 -12月17日
  - 友寄の案内のもと、西村が24時間の無人島生活を体験したのち、猿島へ移動しサバイバル生活を実施。[8]

- ナスDプレゼンツ　ABEMAで！超過酷伝説
  - 「陸海空 地球征服するなんて」の企画「激安!いいねアース」を友寄と西村で鑑賞し、友寄が講評と採点を行った[9]。

## 出演
- 友寄隆英 -メインキャスト。

- バイきんぐ（第24話 -）-友寄の自宅に設けた撮影室にてナビケーションを行う。
- 井上咲楽（第42話 -）-同上。
- 山本雪乃　-同上。

- 大谷映芳 - 2020年4月9日 - 10月10日・10月24日・2022年10月8日 -に出演。
- フィッシャーズ -2022年2月5日 - 3月26日に出演。

## ネット局

### 第2期
出典：
| 放送対象地域   | 放送局                   | 系列           | 放送日時                     | ネット状況 |
| -------------- | ------------------------ | -------------- | ---------------------------- | ---------- |
| 関東広域圏     | テレビ朝日（EX）         | テレビ朝日系列 | 土曜 0:50 - 1:20（金曜深夜） | 制作局     |
| 秋田県         | 秋田朝日放送（AAB）      | テレビ朝日系列 | 土曜 0:50 - 1:20（金曜深夜） | 同時ネット |
| 福島県         | 福島放送（KFB）          | テレビ朝日系列 | 土曜 0:50 - 1:20（金曜深夜） | 同時ネット |
| 岩手県         | 岩手朝日テレビ（IAT）    | テレビ朝日系列 | 水曜 0:50 - 1:20（火曜深夜） | 遅れネット |
| 新潟県         | 新潟テレビ21（UX）       | テレビ朝日系列 | 木曜 0:50 - 1:20（水曜深夜） | 遅れネット |
| 石川県         | 北陸朝日放送（HAB）      | テレビ朝日系列 | 土曜 1:25 - 2:10（金曜深夜） | 遅れネット |
| 静岡県         | 静岡朝日テレビ（SATV）   | テレビ朝日系列 | 土曜 1:45 - 2:15（金曜深夜） | 遅れネット |
| 広島県         | 広島ホームテレビ（HOME） | テレビ朝日系列 | 月曜 0:30 - 1:00（日曜深夜） | 遅れネット |
| 愛媛県         | 愛媛朝日テレビ（eat）    | テレビ朝日系列 | 水曜 1:20 - 1:50（火曜深夜） | 遅れネット |
| 香川県・岡山県 | 瀬戸内海放送（KSB）      | テレビ朝日系列 | 火曜 0:20 - 0:50（月曜深夜） | 遅れネット |
| 山口県         | 山口朝日放送（yab）      | テレビ朝日系列 | 土曜 1:15 - 1:45（金曜深夜） | 遅れネット |
| 福岡県         | 九州朝日放送（KBC）      | テレビ朝日系列 | 月曜 0:25 - 0:55（日曜深夜） | 遅れネット |
| 大分県         | 大分朝日放送（OAB）      | テレビ朝日系列 | 月曜 0:45 - 1:15（火曜深夜） | 遅れネット |
| 鹿児島県       | 鹿児島放送（KKB）        | テレビ朝日系列 | 火曜 0:50 - 1:20（月曜深夜） | 遅れネット |
| 沖縄県         | 琉球朝日放送（QAB）      | テレビ朝日系列 | 日曜 14:50 - 15:20           | 遅れネット |
| 近畿広域圏     | 朝日放送テレビ（ABC）    | テレビ朝日系列 | 不定期放送                   | 遅れネット |

### 第3期
出典：
| 放送対象地域   | 放送局                 | 系列           | 放送日時                     | ネット状況 |
| -------------- | ---------------------- | -------------- | ---------------------------- | ---------- |
| 関東広域圏     | テレビ朝日（EX）       | テレビ朝日系列 | 日曜 11:00 - 11:45           | 制作局     |
| 岩手県         | 岩手朝日テレビ（IAT）  | テレビ朝日系列 | 日曜 11:00 - 11:45           | 同時ネット |
| 山形県         | 山形テレビ（YTS）      | テレビ朝日系列 | 日曜 11:00 - 11:45           | 同時ネット |
| 福島県         | 福島放送（KFB）        | テレビ朝日系列 | 日曜 11:00 - 11:45           | 同時ネット |
| 新潟県         | 新潟テレビ21（UX）     | テレビ朝日系列 | 日曜 11:00 - 11:45           | 同時ネット |
| 香川県・岡山県 | 瀬戸内海放送（KSB）    | テレビ朝日系列 | 日曜 11:00 - 11:45           | 同時ネット |
| 愛媛県         | 愛媛朝日テレビ（eat）  | テレビ朝日系列 | 日曜 11:00 - 11:45           | 同時ネット |
| 熊本県         | 熊本朝日放送（KAB）    | テレビ朝日系列 | 日曜 11:00 - 11:45           | 同時ネット |
| 長野県         | 長野朝日放送（abn）    | テレビ朝日系列 | 月曜 0:10 - 0:55（日曜深夜） | 遅れネット |
| 石川県         | 北陸朝日放送（HAB）    | テレビ朝日系列 | 土曜 1:25 - 2:10（金曜深夜） | 遅れネット |
| 静岡県         | 静岡朝日テレビ（SATV） | テレビ朝日系列 | 土曜 1:30 - 2:15（金曜深夜） | 遅れネット |
| 山口県         | 山口朝日放送（yab）    | テレビ朝日系列 | 木曜 0:15 - 1:00（水曜深夜） | 遅れネット |
| 長崎県         | 長崎文化放送（NCC）    | テレビ朝日系列 | 日曜 15:50 - 16:35           | 遅れネット |
| 大分県         | 大分朝日放送（OAB）    | テレビ朝日系列 | 日曜 11:00 - 11:45           | 遅れネット |
| 鹿児島県       | 鹿児島放送（KKB）      | テレビ朝日系列 | 火曜 0:15 - 1:00（月曜深夜） | 遅れネット |
| 沖縄県         | 琉球朝日放送（QAB）    | テレビ朝日系列 | 火曜 10:25 - 11:10           | 遅れネット |

### 過去のネット局
- 名古屋テレビ放送（NBN） - 2024年3月31日に終了（日曜 11:00 - 11:45 同時ネット）
- 九州朝日放送（KBC） - 2024年4月1日に終了（月曜 0:55 - 1:40（日曜深夜））

## ナスDの大冒険YouTube版
友寄は2018年6月18日にYouTubeチャンネル「ナスDの大冒険YouTube版」を設立。同月21日に投稿を開始した。チャンネル閉鎖までの間、チャンネル登録者数100万人、総再生回数1億回を超えるチャンネルだったが、言わば友寄の趣味でやっているチャンネルであったため、テレビ朝日社内ではあまり評価されていないとのことであった。
「YouTube版」では「陸海空 地球征服するなんて」の部族取材や無人島生活の未公開シーンなど、テレビ放送ではオンエアできなかったものも含めて投稿していた。オリジナル動画においては「エーペックスレジェンズ」を模したロード画面や次回予告画面、友寄や寺島の模様をゲーム風に表現する演出が多用されていた。
先述の番組打ち切りに伴って、打ち切りが発表された2025年3月19日までに当該チャンネルも削除された。

## スタッフ
- ゼネラルプロデューサー・ディレクター： 友寄隆英（破天荒ナスD、ゼネラルプロデューサー）
- ディレクター：寺島直樹、前川強、久保田裕介（ADから昇格）
- 放送作家：なかじまはじめ、三浦智信
- 撮影：辺見洋（TSP）
- 音声：星野基幸（TSP）
- オンライン編集：下間俊樹　他
- 技術協力：TSP、ヌーベルアージュ